# Década de 400
Séculos: (Século IV - Século V - Século VI)
Décadas: 350 360 370 380 390 - 400 - 410 420 430 440 450
Anos: 400 - 401 - 402 - 403 - 404 - 405 - 406 - 407 - 408 - 409

## Eventos

### Ásiae outras regiões
- Os Incas estabelecem-se em partes da costa do Pacífico Sul.